# Zdeněk Kummermann-Kumr
Zdeněk Kummermann, zvaný Kumr, (13. ledna 1903 Karlín – 1942 Majdanek) byl český fotbalista, obránce, československý reprezentant.
Zemřel v koncentračním táboře Majdanek.

## Fotbalová kariéra
V československé reprezentaci odehrál roku 1926 dvě utkání, ve stejném roce jednou nastoupil i za amatérskou reprezentaci. V lize hrál za Slavii Praha (1925–1928), s níž získal roku 1925 titul mistra. V lize odehrál 27 utkání. Čtyřikrát startoval ve Středoevropském poháru.

## Ligová bilance
| Ročník                                       | Zápasy | Góly | Klub            |
| -------------------------------------------- | ------ | ---- | --------------- |
| Asociační liga 1925                          | 3      | 0    | SK Slavia Praha |
| Středočeská 1. liga 1925/26                  | 14     | 0    | SK Slavia Praha |
| Kvalifikační soutěž Středočeské 1. ligy 1927 | -      | 0    | SK Slavia Praha |
| Středočeská 1. liga 1927/28                  | -      | 0    | SK Slavia Praha |
| CELKEM 1. liga                               | 27     | 0    |                 |